# Кебано, Нескен
Неска́нс Кебано́ (фр. Neeskens Kebano; 10 марта 1992, Монтро, Франция) — французский и конголезский футболист, полузащитник клуба «Аль-Джазира». Выступал за сборную ДР Конго.

## Биография
Назван в честь Йохана Нескенса.
Воспитанник клубов ASA Montereau и ПСЖ, в юниорских командах последнего добился значительных турнирных успехов. С 2011 года привлекался к играм основной команды ПСЖ, проведя 9 официальных матчей в различных турнирах и забив 1 мяч.
В 2012 году продлил контракт с ПСЖ до 2016 года.
В августе 2012 года отдан в аренду на сезон клубу Лиги 2 «Кан».
Играл за различные юношеские сборные Франции, участник юношеского первенства Европы U-17 2009 года.